# صالح الهلابي
صالح سعيد الهلابي لاعب كرة قدم قطري ، ولد في (20 فبراير 2000).

## مسيرة اللاعب
كان يلعب في نادي الجيش في الفئات السنية و في عام 2017 صدر قرار بدمج نادي لخويا مع نادي الجيش تحت مسمى نادي الدحيل و انظم بعدها إلى نادي الدحيل و انتقل إلى نادي الوكرة في صيف 2021.